# رامس‌دونک
رامس‌دونک (به هلندی: Raamsdonk) یک منطقهٔ مسکونی در هلند است که در خیرت‌رایدن‌برخ واقع شده‌است. رامس‌دونک ۲٬۱۹۰ نفر جمعیت دارد.